# Карнавал в Риека
Карнавалът в Риека (на хърватски: Riječki karneval) е карнавал в град Риека, Хърватия.
Провежда се ежегодно преди Великия пост (обикновено между средата на януари и края на март). Възстановен през 1982 г., понастоящем той е най-посещаваният карнавал в страната.

## История
През XIX век карнавалът в Риека е забавление за аристократи и протича пред погледите на австрийски, унгарски и немски барони, руски принцеси, графове и графини от цяла Европа. През XX век той е възстановен (1982 г.) и се радва на голям интерес (така напр. през 2013 г. в него взимат участие 102 групи от различни краища на Хърватия, от Италия, Черна гора, Република Македония и Гърция, а общият брой на участниците в тях е над 8300 души.)

## Събития
Преди започването на самия карнавал има церемония, на която кметът на Риека символично предава ключа от града на „маестрото“ на карнавала. Избира се кралица на карнавала и се украсяват улиците и площадите на града, по които ще премине шествието. Седмица преди основния карнавал се провежда и негово детско издание, а по витрините по главната улица „Корзо“ се закачат детски рисунки, участващи в карнавалния конкурс.
Друго събитие, което предшества карнавала, е ралито Париж-Бакар (по аналогия с Рали Дакар), чийто старт е районът „Париж“ на Риека, наречен така по името на известен ресторант, а финалът – град Бакар, отстоящ на 20 км югоизточно от Риека. Участниците в ралито носят маски, а автомобилите им са стари модели.
Същинският карнавал започва по обяд начело с действителния и символичния кметове на града и кралицата, представят се всички групи участници, а шествието обикновено приключва около 19-20 ч. вечерта. Основната сцена е разположена пред сградата на общината. След завършването на карнавала следва един любопитен ритуал, на който се изгаря една кукла, обикновено наречена на някой политик, срещу когото има недоволство. На пристанището на Риека на куклата се прочитат всички обвинения, след което тя се поставя в една лодка и се изгаря навътре в морето. Карнавалът е много зрелищен, с колесници, много фойерверки, концерти и спортни игри.